# Bella Mina
Belle Mina é uma comunidade não incorporada localizada no sudeste do condado de Limestone, no estado norte-americano do Alabama.